# Тайшир
Тайшир – сомон аймаку Говь-Алтай, Монголія. Територія 4,2 тис км кВ, населення 3,4 тис. Центр – селище Цагаан Олом знаходиться на відстані 43 км від міста Алтай та 1000 км від Улан-Батора. Є школа, лікарня, сфера обслуговування, туристичні бази..

## Рельєф
Гори Хантайшир, Хасагт, Жаргалан. Багато просторих долин. Річка Завхан (82 км), численні озера, джерела.

## Клімат
Різкоконтинентальний клімат. Середня температура січня -20 градусів, липня +15+20 градусів. Протягом року в середньому випадає 150-220 мм опадів.

## Корисні копалини
Є прояви мармуру, біотиту, вугілля, солі.

## Тваринний світ
Водяться вовки, лисиці, зайці, козулі, тарбагани